# 新寺町新割町
新寺町新割町（しんてらまちしんわりちょう）は、江戸末期から現在にかけての青森県弘前市の地名である。郵便番号は036-8215。2017年6月1日現在の人口は25、世帯数は17世帯。

## 地理
町域の北部は南塘町、東部から西部にかけて新寺町に囲まれる。

## 歴史

### 沿革
- 慶応年間 - 新寺町に含まれていた地域だが、足軽屋敷として町割り。戸数は10。
- 明治初年～ - 弘前市を冠称。弘前城下の一町。
- 1889年（明治22年） - 弘前市に所属。

### 地名の由来
新寺町内に町割りされたことから。

## 施設
2013年現在は住宅地で、特に商業施設等は見られない。

## 小・中学校の学区
市立小・中学校に通う場合、学区は以下の通りである。
| 大字         | 番地 | 小学校               | 中学校             |
| ------------ | ---- | -------------------- | ------------------ |
| 新寺町新割町 | 全域 | 弘前市立桔梗野小学校 | 弘前市立第四中学校 |

## 交通
- 弘南バス
  - 新寺町（宮園団地 - 南高校線）停留所。
    - 青森県道28号岩崎西目屋弘前線沿いに位置し、南高校線のみの停車。

  - 新寺町（弘前駅 - 金属団地・桜ヶ丘線）停留所。